# Orthonama suffocata
Orthonama suffocata là một loài bướm đêm trong họ Geometridae.